# Браков, Евгений Алексеевич
Евге́ний Алексе́евич Бра́ков (род. 31 марта 1937, Москва) — генеральный директор ЗИЛа. Единственный соперник Бориса Ельцина на выборах 1989 года в делегаты Съезда народных депутатов СССР и единственный, с кем Ельцин участвовал в предвыборных телевизионных дебатах за всю свою политическую карьеру.

## Биография
Родился 31 марта 1937 года. Делегат XXVII съезда КПСС. Кандидат в члены ЦК КПСС в 1986—1990 гг. Русский. Окончил завод-ВТУЗ при Московском автомобильном заводе им. Лихачева (ЗИЛ). В марте 1989 года был кандидатом в народные депутаты СССР по Московскому национально-территориальному округу. Участвовал в телевизионных дебатах с Борисом Ельциным на Московской программе ЦТ. В ходе предвыборной кампании его противники выходили на митинги под лозунгом: «Выбираем Ельцина и бракуем Бракова». Набрал менее 10 % голосов. Ельцин в итоге получил 5 117 745 голосов из 5 736 470. Браков — 400 тыс. голосов.
В 1993 году завод, которым руководил Браков, был акционирован. 1993—1994 — член Совета по промышленной политике и предпринимательству при Правительстве РФ. Вице-президент Акционерного московского общества (АМО) «ЗИЛ» с 1995 г., председатель Совета директоров «АМОбанка».

## Награды
- Орден Ленина (25 июля 1991)
- Орден Октябрьской Революции (10 июня 1986)
- Орден Трудового Красного Знамени
- Два ордена «Знак Почёта»